# ETR 250

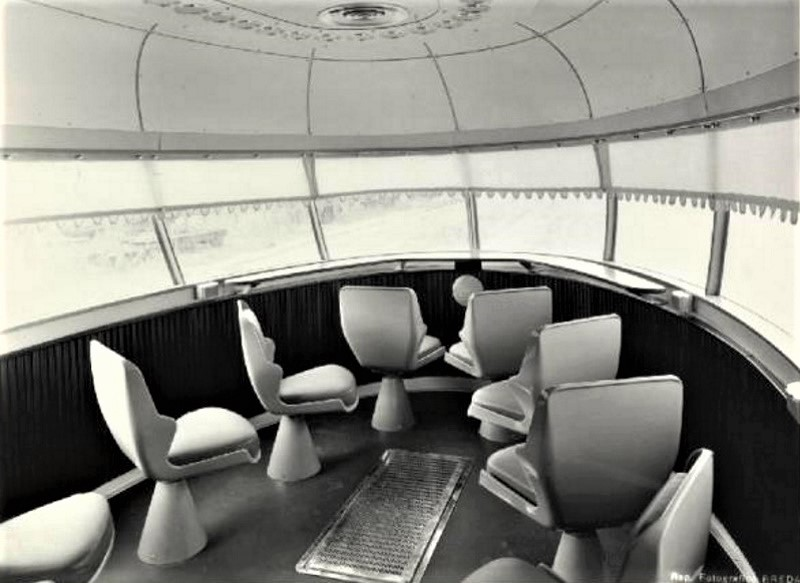
Salon panoramique de la tête de rame

L'ETR.250 Arlecchino (ETR = Elettro Treno Rapido) est une rame automotrice électrique à unités multiples des années 1960, un des fers de lance du matériel ferroviaire italien roulant à grande vitesse durant plus de 30 ans, jusqu'à l'apparition des rames Fiat Pendolino.
Le voyage inaugural avec présentation à la presse a eu lieu le 23 juillet 1960 sur la ligne Bologne – Venise, où une vitesse de pointe de 187 km/h a été atteinte. Les trains étaient un symbole de l'économie italienne et de la prospérité obtenue après la Seconde Guerre mondiale.
Bien que cette rame ne soit plus classée parmi les trains à grande vitesse, au sens actuel du terme, elle succédait aux premières rames automotrices rapides construites au monde par Breda C.F., les ETR 200. Les rames ETR.250 peuvent être comparées aux nouvelles rames ETR 500 en ce qui concerne l'évolution constatée par rapport aux modèles précédents. Les rames "ETR.250 Arlecchino" ont été utilisées sur les grandes lignes de la péninsule Milan-Bologne-Florence-Rome-Naples et Milan-Venise.

## Histoire
Après la Seconde Guerre mondiale, l'Italie se relève péniblement des destructions et bombardements et le pays reconstruit rapidement son réseau ferroviaire. Le parc circulant des chemins de fer italiens, Ferrovie dello Stato Italiane, était sérieusement réduit et ses fameux ETR 200 étaient quasiment inutilisables car très endommagés par les bombardements. Toutes les 14 rames ont d'ailleurs du être reconstruites.
Les FS lancèrent un plan ambitieux de reconstruction des matériels endommagés, mais également un vaste plan de développement du parc avec des matériels de nouvelle génération composés de trains de luxe. Le 21 novembre 1952 le constructeur Breda C.F. de Sesto San Giovanni (Milan) présenta la nouvelle rame ETR.300 Settebello qui fit sensation dans le monde ferroviaire.
Durant la construction de ce nouveau train, pour préserver le secret industriel, la consigne fut donnée aux ouvriers de l'appeler "Settebello", nom d'une carte fétiche du fameux jeu de cartes italien « scopa ». Le nom fut ensuite dévoilé à la presse et adopté officiellement. À cette époque il était courant de baptiser les motrices c'est pourquoi le nom Settebello sera peint sur le flanc du train avec la représentation de la carte correspondante.
La commande de base de huit rames a été ramenée à trois exemplaires, en raison de leur coût élevé des ETR.300 mais aussi pour permettre au constructeur de livrer plus rapidement les rames ETR.250 Arlecchino, construites sur le même modèle que le Settebello mais ne comprenant que quatre caisses au lieu de sept, prévues pour être utilisées pour les Jeux Olympiques de Rome en été 1960.
Les quatre exemplaires ETR.250 Arlecchino, furent livrés en temps et en heure pour être testés et certifiés par les FS. Les 4 rames ETR.250 et les 3 rames ETR.300 du constructeur Breda C.F. ont transporté quantité de passagers entre Milan et Rome pour assister aux Jeux Olympiques. Ces rames ont ensuite été mises à disposition pour l'Expo "Italia 61" de Turin, où elles firent l'admiration des visiteurs avec leurs formes élégantes et novatrices même 10 ans après leur définition.
Les rames ETR.250 Arlecchino et ETR.300 Settebello étaient des rames uniques au monde grâce à leurs solutions techniques révolutionnaires et leur ligne très novatrice, digne du meilleur design italien qui, depuis le début des années 1950, faisait l'admiration du monde entier. Les deux extrémités étaient bombées, une forme inspirée des premiers avions longs courriers, occupées par une fenêtre panoramique, qui offrait au salon de 11 places une vue impressionnante. Le poste de conduite, placé au-dessus de l'étage des passagers et légèrement en retrait, offrait une vue parfaitement dégagée au mécanicien. 
Une attention particulière avait conduit à monter des suspensions primaires des bogies à ressorts avec des suspensions secondaires hydrauliques et des éléments anti-vibratiles pour garantir un voyage des plus confortables aux voyageurs. 
Toutes les voitures étaient de 1re classe avec de larges fauteuils inclinables revêtus de velours épais. La conception des aménagements intérieurs a été confiée à des grands noms du design italien, les architectes Gio Ponti et Giulio Minoletti. La rame comportait 4 voitures, deux éléments d'extrémité et deux voitures dont une avec un restaurant de luxe. Les passagers disposaient d'une cabine téléphonique dans chaque voiture.
L'ETR.250 disposait de 6 moteurs développant une puissance globale de 1 324 kW (1 572 à partir de 1970). La vitesse maximale était de 200 km/h, assurant le trajet de Milan à Rome en 5 h 45, à la moyenne de 110 km/h sur une voie ancienne avec les nombreuses gares desservies et le parcours limité à 110 km/h sur 145 kilomètres avec le franchissement de la chaîne des Apennins. La rame ne pouvait exprimer toute sa puissance que sur la Direttissima entre Florence et Rome à 200 km/h. La vitesse commerciale moyenne sur le trajet Milan-Rome-Naples s'élevait à 135,5 km/h.
La construction des nouvelles voitures de voyageurs « FS Grand Comfort » des trains italiens mettra fin à la suprématie des rames ETR.300 et ETR.250 qui seront reclassées en rames rapides régionales à partir du 3 juin 1984 sur les trajets entre Milan, Florence et Venise.
En 1990, les FS ont lancé un programme d'upgrading des rames ETR.250 Arlecchino en supprimant la cuisine complète, les réserves en chambres froides et le compartiment bagages pour utiliser cette voiture en y aménageant des compartiments passagers de 1re classe. Toutes les vitres furent remplacées par des vitrages triplex.
Les rames pendulaires Fiat Pendolino, plus rapides et offrant plus de places avec des voitures de 1re et de 2e classe ont remplacé progressivement les rames ETR.300 et ETR.250. À partir de 1985, une première rame a été retirée du service régulier pour servir de train publicitaire. Les rames ont toutes été définitivement retirées en 1998.
Un seul exemplaire a été conservé et parfaitement restauré par la fondation des chemins de fer italiens.